# Sokourani-Missirikoro
Ne doit pas être confondu avec Missirikoro.
Sokourani-Missirikoro est une commune du Mali, dans le cercle et la région de Sikasso.